# Contea di Wythe
La contea di Wythe (in inglese Wythe County) è una contea dello Stato della Virginia, negli Stati Uniti. La popolazione al censimento del 2000 era di 27 599 abitanti. Il capoluogo di contea è Wytheville. Deve il suo nome a uno dei Padri fondatori degli Stati Uniti d'America, George Wythe.